# بريان شيبرد
بريان شيبرد (بالإنجليزية: Bryan Shepherd)‏ هو لاعب كرة قدم أمريكية أمريكي، ولد في 2 مارس 1991 في أولاث في الولايات المتحدة.